# Obra pública
Obra pública é uma categoria extensa de projetos de infraestrutura, financiadas e realizadas pelo governo, para fins recreativos, empregatícios ou de saúde e segurança, feitos para servir a sociedade.
Entre as obras públicas mais comuns estão a construção de prédios públicos (edifícios municipais, escolas, hospitais), infraestrutura de transporte (estradas, ferrovias, pontes, transporte tubular, canais, portos, aeroportos), espaços públicos (praças, parques, praias), serviços públicos (redes de abastecimento de água, esgotos, redes elétricas, barragens), entre outras, a maioria de longo prazo, como bens e instalações de uso público em geral. Embora muitas vezes intercambiáveis com infraestrutura e capital públicos, estas obras podem não ter um componente econômico, sendo assim um termo muito amplo.